# 斯凱朗達 (加利福尼亞州)
斯凱朗達（英語：Sky Londa）是位於美國加利福尼亞州聖馬刁縣的一個非建制地區。該地的面積和人口皆未知。

## 地理
斯凱朗達的座標為37°23′01″N 122°15′42″W / 37.38361°N 122.26167°W，而該地的平均海拔高度為460米（即1520英尺）。